# Ернст Берлін
Ернст Берлін (нім. Ernst Berlin; 27 липня 1890 — 5 вересня 1927) — німецький офіцер-підводник, корветтен-капітан рейхсмаріне.

## Біографія
1 квітня 1909 року вступив на флот. Учасник Першої світової війни. З 27 лютого по 21 квітня 1918 року — командир підводного човна SM UC-4, з 15 березня по 26 липня 1918 року — SM UB-104, з 4 травня по 11 листопада 1918 року — SM UB-114.
Всього за час бойових дій потопив 6 кораблів загальною водотоннажністю 7584 тонни.
| Дата           | Назва корабля | Тип                        | Тоннаж | Вантаж | Загиблі | Країна             |
| -------------- | ------------- | -------------------------- | ------ | ------ | ------- | ------------------ |
| 5 березня 1918 | Coalgas       | Пароплав                   | 2,257  |        |         | Британська імперія |
| 5 березня 1918 | Estrella      | Пароплав                   | 1,740  |        |         | Британська імперія |
| 5 березня 1918 | Tusnastabb    | Пароплав                   | 1,136  |        |         | Норвегія           |
| 12 квітня 1918 | Lonhelen      | Пароплав                   | 1,281  |        |         | Британська імперія |
| 20 квітня 1918 | Numitor       | Траулер ВМС                | 242    |        |         | Британська імперія |
| 25 квітня 1918 | St. Seiriol   | Допоміжний мінний тральщик | 928    |        |         | Британська імперія |

Після демобілізації армії залишений в рейхсмаріне. 30 квітня 1927 року звільнений у відставку.

## Звання
- Морський кадет (1 квітня 1909)
- Фенріх-цур-зее (12 квітня 1910)
- Лейтенант-цур-зее (19 вересня 1912)
- Оберлейтенант-цур-зее (2 травня 1915)
- Капітан-лейтенант (21 січня 1920)
- Корветтен-капітан запасу (30 квітня 1927)

## Нагороди
- Залізний хрест
  - 2-го класу
  - 1-го класу (1918 або пізніше)
- Військовий хрест Фрідріха-Августа (Ольденбург)